# Ollioules

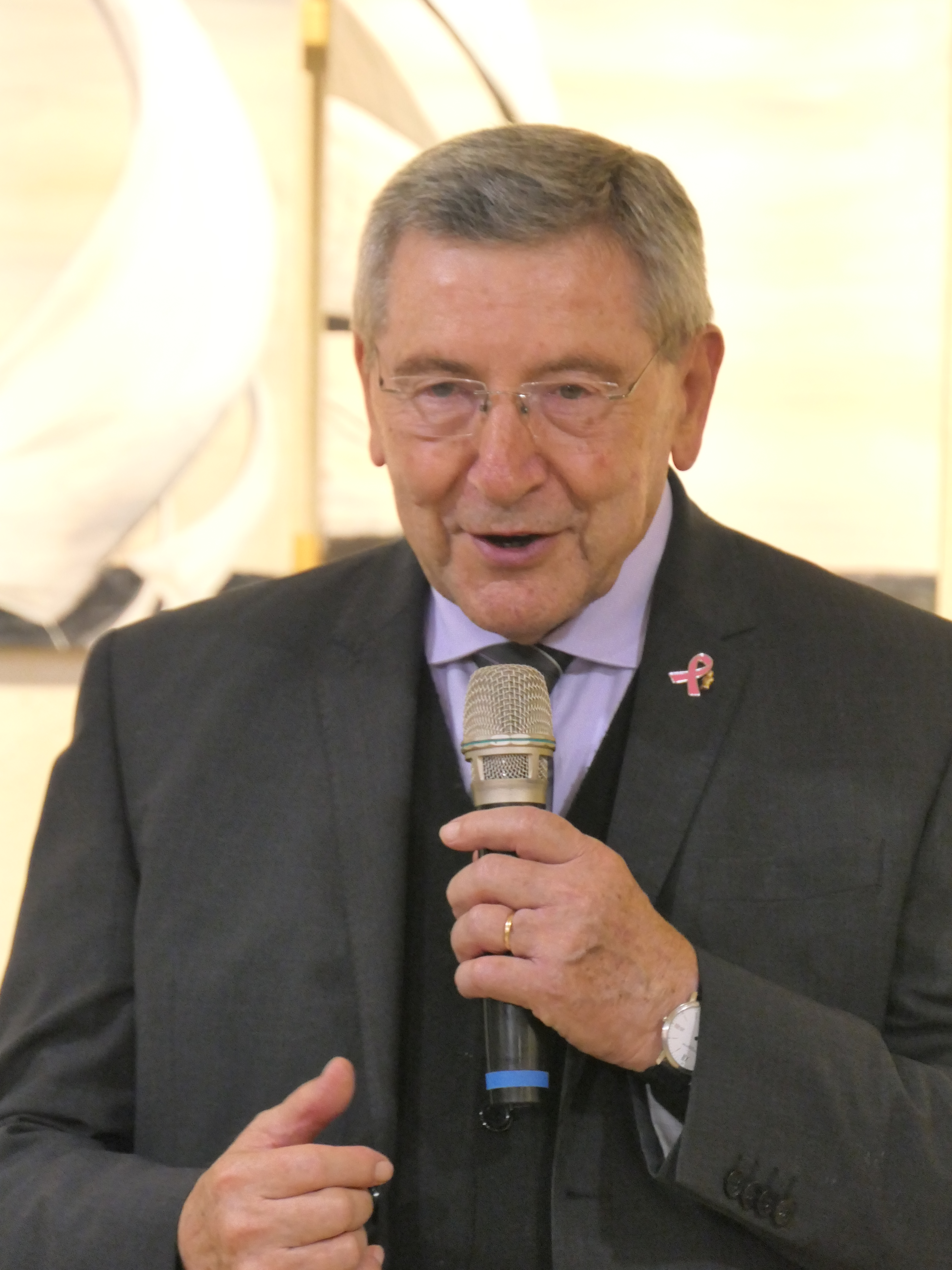
Robert Beneventi, maire d'Ollioules, le 26 octobre 2024

Ollioules est une commune française située juste à l'ouest de Toulon dans le département du Var, en région Provence-Alpes-Côte d'Azur.
Ses habitants sont appelés les Ollioulais.

## Géographie
Dans le Var à 7 km à l'ouest de Toulon et à l'est de Sanary-sur-Mer (5 km) et de Marseille (57 km).

### Communes limitrophes
Les communes limitrophes sont  La Seyne-sur-Mer, Sanary-sur-Mer, Six-Fours-les-Plages, Toulon et Évenos.
| Évenos               | Évenos                                 | Toulon           |
| Sanary-sur-Mer       | Ollioules                              | Toulon           |
| Six-Fours-les-Plages | La Seyne-sur-Mer, Six-Fours-les-Plages | Mer Méditerranée |

### Intercommunalité
Commune membre de la Métropole Toulon Provence Méditerranée.

## Urbanisme

### Typologie
Au 1er janvier 2024, Ollioules est catégorisée ceinture urbaine, selon la nouvelle grille communale de densité à sept niveaux définie par l'Insee en 2022.
Elle appartient à l'unité urbaine de Toulon, une agglomération inter-départementale regroupant 27  communes, dont elle est une commune de la banlieue,,. Par ailleurs la commune fait partie de l'aire d'attraction de Toulon, dont elle est une commune de la couronne,. Cette aire, qui regroupe 35 communes, est catégorisée dans les aires de 200 000 à moins de 700 000 habitants,.
La commune, bordée par la mer Méditerranée, est également une commune littorale au sens de la loi du 3 janvier 1986, dite loi littoral. Des dispositions spécifiques d’urbanisme s’y appliquent dès lors afin de préserver les espaces naturels, les sites, les paysages et l’équilibre écologique du littoral, tel le principe d'inconstructibilité, en dehors des espaces urbanisés, sur la bande littorale des 100 mètres, ou plus si le plan local d’urbanisme le prévoit.

### Occupation des sols
L'occupation des sols de la commune, telle qu'elle ressort de la base de données européenne d’occupation biophysique des sols Corine Land Cover (CLC), est marquée par l'importance des territoires artificialisés (41,4 % en 2018), en augmentation par rapport à 1990 (15 %). La répartition détaillée en 2018 est la suivante : 
zones urbanisées (36,9 %), zones agricoles hétérogènes (22,7 %), forêts (20,5 %), espaces ouverts, sans ou avec peu de végétation (8,3 %), milieux à végétation arbustive et/ou herbacée (5,7 %), zones industrielles ou commerciales et réseaux de communication (4,5 %), cultures permanentes (1,4 %). L'évolution de l’occupation des sols de la commune et de ses infrastructures peut être observée sur les différentes représentations cartographiques du territoire : la carte de Cassini (XVIIIe siècle), la carte d'état-major (1820-1866) et les cartes ou photos aériennes de l'IGN pour la période actuelle (1950 à aujourd'hui).

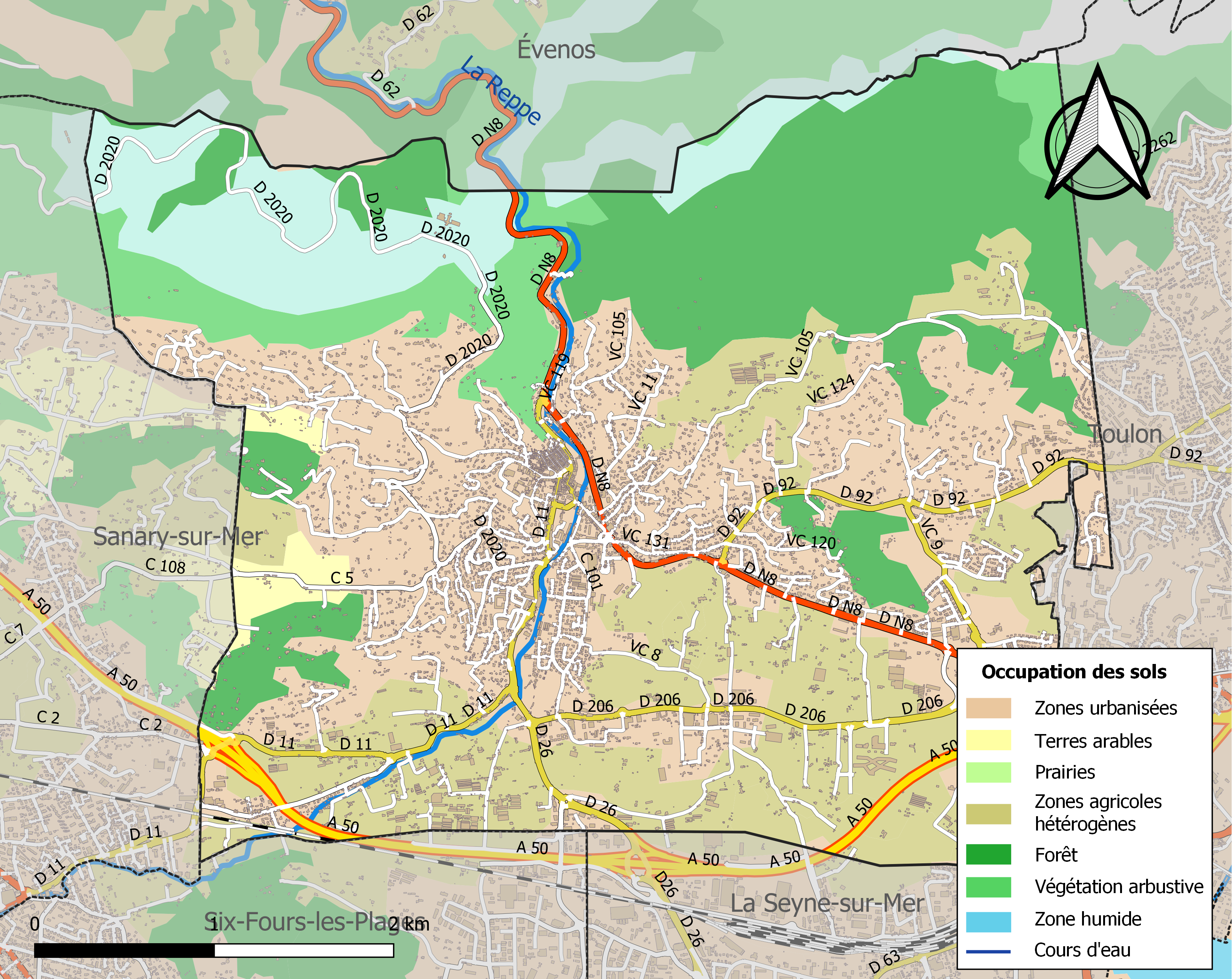
Carte des infrastructures et de l'occupation des sols de la commune en 2018 (CLC).

### Géologie et relief
Comme les a peintes Hubert Robert au XVIIIe siècle (voir Musée des beaux-arts de Nice) et les a décrites avec enthousiasme Victor Hugo, les gorges sont arides, sinueuses, déchirées. Le massif du Gros Cerveau surplombe le centre-ville, avec une magnifique vue panoramique sur la rade de Toulon d'une part, le fort de Six Fours, la baie de Sanary et les Embiez d'autre part.

### Hydrographie et eaux souterraines

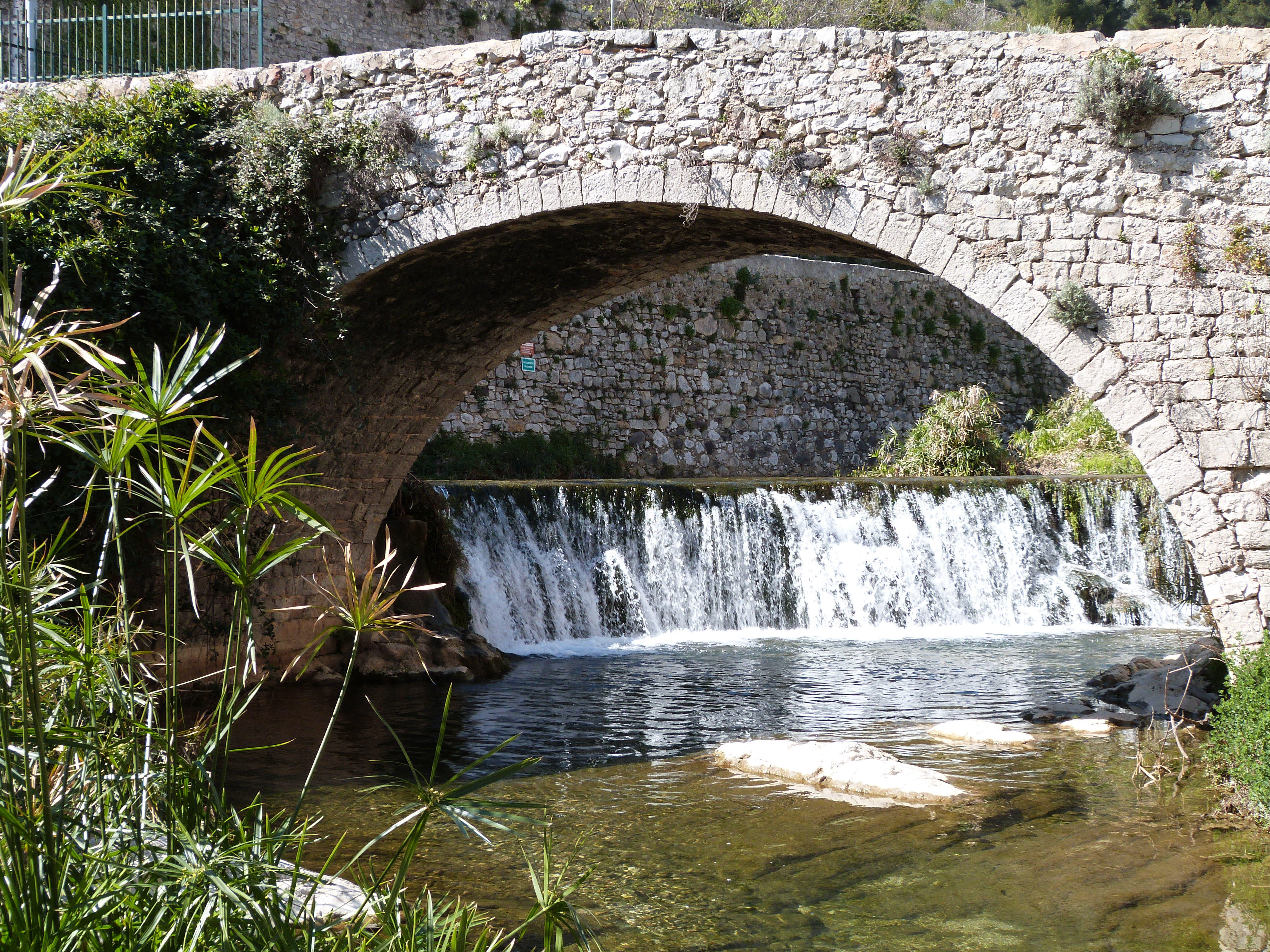
Pont sur la Reppe.

- La Reppe y a creusé une profonde faille avant de se jeter dans la baie de Sanary-sur-Mer[9].
- Source de la mère des fontaines.
- La ville bénéficie de la station d'épuration de Toulon Ouest - Cap Sicié, de 500 000 équivalent-habitant[10].

### Sismicité
Commune située dans une zone de sismicité faible.

### Climat
Pour des articles plus généraux, voir Climat de Provence-Alpes-Côte d'Azur et Climat du Var.
En 2010, le climat de la commune est de type climat méditerranéen franc, selon une étude du Centre national de la recherche scientifique s'appuyant sur une série de données couvrant la période 1971-2000. En 2020, Météo-France publie une typologie des climats de la France métropolitaine dans laquelle la commune est exposée à un climat méditerranéen et est dans la région climatique  Provence, Languedoc-Roussillon, caractérisée par une pluviométrie faible en été, un très bon ensoleillement (2 600 h/an), un été chaud (21,5 °C), un air très sec en été, sec en toutes saisons, des vents forts (fréquence de 40 à 50 % de vents > 5 m/s) et peu de brouillards. 
Pour la période 1971-2000, la température annuelle moyenne est de 15 °C, avec une amplitude thermique annuelle de 15,3 °C. Le cumul annuel moyen de précipitations est de 743 mm, avec 5,6 jours de précipitations en janvier et 1,3 jours en juillet. Pour la période 1991-2020, la température moyenne annuelle observée sur la station météorologique de Météo-France la plus proche, « Toulon », sur la commune de Toulon à 7 km à vol d'oiseau, est de 16,7 °C et le cumul annuel moyen de précipitations est de 633,4 mm. 
La température maximale relevée sur cette station est de 40,1 °C, atteinte le 7 juillet 1982 ; la température minimale est de −9 °C, atteinte le 2 février 1956,,. 
| Mois                                  | jan.            | fév.          | mars            | avril         | mai            | juin         | jui.            | août            | sep.           | oct.            | nov.            | déc.            | année     |
| ------------------------------------- | --------------- | ------------- | --------------- | ------------- | -------------- | ------------ | --------------- | --------------- | -------------- | --------------- | --------------- | --------------- | --------- |
| Température minimale moyenne (°C)     | 6,6             | 6,3           | 8,4             | 10,5          | 13,9           | 17,5         | 19,9            | 20,2            | 17,1           | 14,1            | 10,1            | 7,5             | 12,7      |
| Température moyenne (°C)              | 9,9             | 10,1          | 12,4            | 14,7          | 18,3           | 22,2         | 24,7            | 25              | 21,5           | 17,8            | 13,5            | 10,7            | 16,7      |
| Température maximale moyenne (°C)     | 13,2            | 13,8          | 16,4            | 18,8          | 22,6           | 26,8         | 29,5            | 29,8            | 25,9           | 21,4            | 16,8            | 13,9            | 20,7      |
| Record de froid (°C) date du record   | −7,2 12.01.1987 | −9 02.02.1956 | −4,3 06.03.1971 | 0,3 03.04.22  | 4,6 01.05.1960 | 9 04.06.1984 | 12,8 17.07.00   | 12,3 31.08.1986 | 8,4 27.09.1972 | 3,2 30.10.1950  | −0,9 27.11.1945 | −4,5 29.12.1944 | −9 1956   |
| Record de chaleur (°C) date du record | 20,9 19.01.07   | 23,2 17.02.22 | 26,4 02.03.08   | 28,1 23.04.09 | 34,7 27.05.22  | 36 27.06.19  | 40,1 07.07.1982 | 37 03.08.1975   | 34,9 05.09.16  | 29,3 11.10.1985 | 24,2 03.11.1977 | 21,9 13.12.1961 | 40,1 1982 |
| Précipitations (mm)                   | 70,5            | 46,8          | 39              | 55,4          | 40,2           | 27           | 6,2             | 13,4            | 69,9           | 105,8           | 93,4            | 65,8            | 633,4     |

| Diagramme climatique                                  |             |           |              |              |            |             |              |              |               |              |             |
| J                                                     | F           | M         | A            | M            | J          | J           | A            | S            | O             | N            | D           |
| 13,26,670,5                                           | 13,86,346,8 | 16,48,439 | 18,810,555,4 | 22,613,940,2 | 26,817,527 | 29,519,96,2 | 29,820,213,4 | 25,917,169,9 | 21,414,1105,8 | 16,810,193,4 | 13,97,565,8 |
| Moyennes : • Temp. maxi et mini °C • Précipitation mm |             |           |              |              |            |             |              |              |               |              |             |

Les paramètres climatiques de la commune ont été estimés pour le milieu du siècle (2041-2070) selon différents scénarios d'émission de gaz à effet de serre à partir des nouvelles projections climatiques de référence DRIAS-2020. Ils sont consultables sur un site dédié publié par Météo-France en novembre 2022.

### Voies d'accès et transports

#### Réseau routier
La ville est desservie par l'ancienne route nationale, devenue D 8N, qui relie Toulon à Aix-en-Provence.

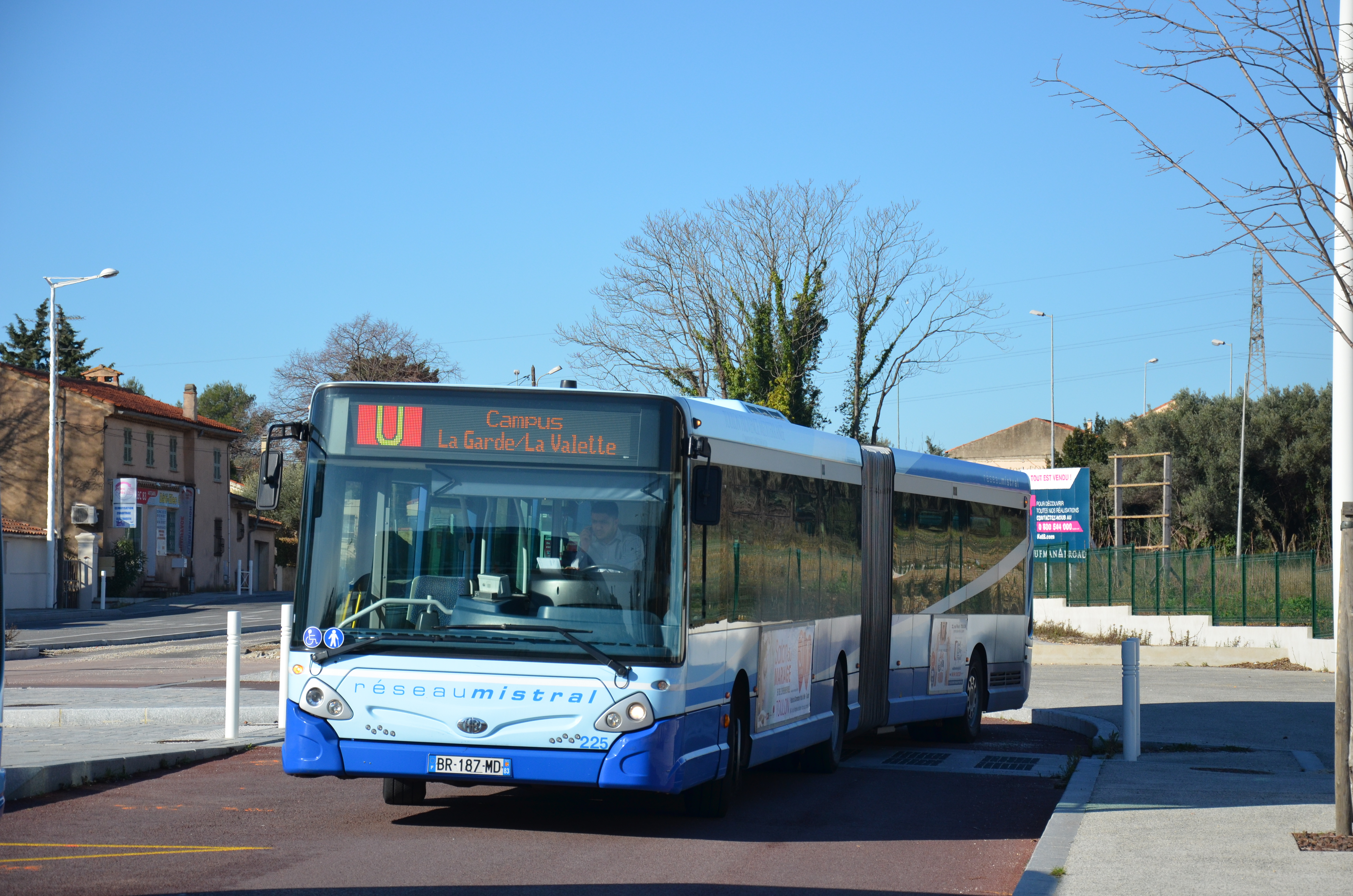
La ligne U du réseau Mistral, à Portes d'Ollioules et de Toulon.

#### Réseau ferroviaire
Des lignes de SNCF traversent la commune, la desservant par la gare d'Ollioules - Sanary.

#### Transports en commun
Les lignes de bus du réseau Mistral de la communauté d'agglomération Toulon Provence Méditerranée assurent la liaison avec les communes voisines grâce aux lignes U, 1, 11B, 12, 120, et AB122 
Depuis 2013, un nouveau pôle d'échanges a été créé celui des Portes d'Ollioules et de Toulon.
Dès 2028, un BHNS (ligne 1a) reliera la Technopole de la Mer à Bir-Hakeim (Toulon) en passant par les Portes d'Ollioules et de Toulon

## Toponymie
Ollioules s'écrit Ouliéulo [uˈliwlɔ] en provençal selon la norme mistralienne.

## Histoire

### Préhistoire et Antiquité
Le territoire d'Ollioules est fréquenté par l'homme depuis la Préhistoire, en particulier durant la période néolithique. Plus tard, ce terroir est occupé par la tribu celto-ligure des Camactulici, qui appartiennent à la confédération des Salyens (Salluvii). Ils construisent sur la colline de la Courtine un vaste oppidum, dont subsistent d'importants vestiges partiellement fouillés, et entretiennent des relations commerciales avec le comptoir grec de Tauroeis (le Brusc, commune de Six-Fours-les-Plages). Il n'y a pas de ville gallo-romaine, mais des fermes et villas dispersées sur le terroir agricole.

### Moyen Âge
C'est au Moyen Âge qu'Ollioules apparaît à proprement parler. À partir de la fin du Xe siècle, elle fait partie des possessions des vicomtes de Marseille, qui ne tarderont pas à y établir un château féodal autour duquel se constituera le castrum initial. Aux XIIIe et XIVe siècles, la ville construit des remparts et développe son commerce, le bourg agricole devenant progressivement une opulente ville marchande favorisée par les franchises obtenues des comtes de Provence. C'est également au XIVe siècle que la ville passe en coseigneurie aux Vintimille et aux Simiane, deux puissantes familles de la noblesse provençale.
La mort de la reine Jeanne Ire ouvre une crise de succession à la tête du comté de Provence, les villes de l’Union d'Aix (1382-1387) soutenant Charles de Duras contre Louis Ier d'Anjou. Le seigneur d’Ollioules, Bertrand de Marseille, également seigneur d’Ollières, se rallie aux Angevins en 1385, après la mort de Louis Ier.

### Temps modernes
L'âge d'or d'Ollioules se situe entre le XVe siècle et la fin du règne de Louis XIV. Durant cette période, la superficie de la ville triple et une riche bourgeoisie se développe, ce qui se traduit aujourd'hui encore dans l'architecture du centre ancien. En 1520, les habitants rachètent pour une somme importante l'essentiel des droits seigneuriaux. On y cultive l'olivier, les agrumes (citronniers et orangers), les fruits et légumes, mais aussi le safran, le câprier et déjà les fleurs. Le 22 juin 1568, est approuvée la création des confréries de Saint-Nazaire, saint patron de Sanary, et de Saint-Laurent, saint patron d'Ollioules, cette dernière organisant la fête de Saint-Laurent, encore fêtée de nos jours.
Durement éprouvée par les aléas climatiques et la peste de Marseille, délaissée par ses élites au profit de Toulon et d'Aix-en-Provence, Ollioules est privée de son port par la séparation en 1688 de Saint-Nazaire (aujourd'hui Sanary-sur-Mer).

### Révolution française
La ville est le théâtre en 1793 de violents combats entre coalisés et troupes républicaines venues assiéger Toulon, le lieutenant colonel Elzéar-Auguste Cousin de Dommartin est blessé lors de ces affrontements puis fait général de brigade sur le champ de bataille. La ville est occupée et l'état-major républicain s'y installe en septembre, sous le commandement de Jean-François Carteaux. La ville en sera ravagée par les pillages et les incendies. Par un heureux concours de circonstances, le jeune Napoléon Bonaparte est appelé à diriger l'artillerie et fera à Ollioules la démonstration de son talent militaire. La Ire République verra Ollioules harcelée par la délinquance de soldats et déserteurs de l'armée régulière.

### XIXesiècle
Au XIXe siècle, une nouvelle période de prospérité apparaît avec la culture de la fleur. Considéré un temps comme la capitale des fleurs. D'abord essentiellement constituée d'immortelle commune, la production se diversifie bientôt et, grâce à l'arrivée du chemin de fer en 1852, au début du Second Empire, les fleurs sont expédiées dans toute l'Europe.
Le peintre paysagiste Paul Huet, lors d'un voyage dans la région, réalisa en 1838–1839, une aquarelle Ollioules près de Toulon, route de Marseille aujourd'hui dans une collection privée.

### XXesiècle
En 1922, Cerny-lès-Bucy, ravagée par la guerre, cherchait une ville marraine, qui l'aiderait dans ses efforts de reconstruction : ce fut Ollioules. En effet, par deux fois, en 1922 et 1923, le conseil municipal d'Ollioules a attribué une subvention de 1 500 francs de l'époque à sa filleule, Cerny-lès-Bucy. Ces crédits ont permis l'agrandissement de l'école, prévu depuis 1910 et resté en suspens faute de ressources. Sources : infos Ollioules, n° 109 déc. 2018 - jan. 2019, page 32.

### XXIesiècle
Aujourd'hui, Ollioules est une petite ville de plus de 13 000 habitants. Les labels « village fleuri » (3 fleurs), « ville de métiers d’arts » et « plus beaux détours » lui ont été décernés.
Les anches pour les instruments à vent d’Ollioules sont réputées comme les meilleures par les plus grands musiciens mondiaux.

### Liste des seigneurs d'Ollioules
- Les Marseille 
  - Guillaume I de Marseille.
  - Arnulphes, vicomte de Marseille.
  - Foulques, vicomte de Marseille, frère du précédent.
  - Guillaume dit « le gros », vicomte de Marseille, mort en 1047, frère du précédent.
  - Aycard, vicomte de Marseille, fils du précédent.
  - Guillaume dit « le jeune », vicomte de Marseille, frère du précédent.
  - Foulques, vicomte de Marseille, mort en 1069, fils du précédent.
  - Geoffroy, vicomte de Marseille, mort en 1090, oncle du précédent.
  - Hugues-Geoffroy, vicomte de Marseille, mort en 1150, fils du précédent.
  - Raimond-Geoffroy, vicomte de Marseille, mort en 1156, fils du précédent.
  - Geoffroy, vicomte de Marseille, fils du précédent.
  - Hugues de Marseille, vicomte de Marseille, frère du précédent.
  - Raimond-Geoffroy, vicomte de Marseille, fils du précédent.
  - Pons dit « de Peynier », vicomte de Marseille, seigneur de Peynier, fils du vicomte Geoffroy ou Jauffre.
  - Bertrand dit « de Peynier », vicomte de Marseille, seigneur de Peynier, mort en 1180, fils du précédent. Après sa mort, ses terres passent à son gendre.
- Les Marseille-Signes ou Marseille-Évenos 
  - Guillaume Ier de Signes, seigneur d'Ollioules par la dot de son épouse Cécile, fille du précédent.
  - Guillaume II, coseigneur d'Ollioules et d'Évenos, mort en 1253, fils du précédent.
  - Guillaume III, coseigneur d'Ollioules et d'Évenos, fils du précédent.
  - Bertrand III de Marseille-Signes, coseigneur d'Ollioules et d'Évenos, viguier de Marseille en 1286 et d'Avignon en 1300, vice-sénéchal de Provence de 1292 à 1294 et de 1313 à 1315, fils du précédent. Il lègue son nom, titres et seigneurie à son petit-neveu Bertrand de Vintimille[24] (fils de Boniface II et de Philippine de Sabran[25]), petit-fils de par son père de Manuel de Vintimille et de Sibylle de Marseille-Signes (sœur de Bertrand III de Signes) mais à la seule condition qu'il relève le nom de Marseille, ce qu'il fit.
- Les Marseille-Vintimille
  - Bertrand Ier de Marseille-Vintimille, seigneur d'Ollioules et d'Évenos, petit-neveu du précédent.
  - Bertrand II, seigneur d'Ollioules, d'Évenos, de Saint-Marcel et de Varages, mort en 1352.
  - Bertrand III, baron d'Ollioules et seigneur d'Évenos, de Saint-Marcel et de Varages, fils du précédent.
  - Bertrand IV, baron d'Ollioules et seigneur d'Évenos, de Saint-Marcel et de Varages, fils du précédent.
  - Bertrand V, baron d'Ollioules et seigneur d'Évenos, du Revest, de Cabriès, de Vitrolles, de Ventabren, de Trebillane et de La Val-d'Ardenne, comte de Vintimille et gouverneur de Toulon, fils du précédent.
- Les Vintimille des comtes de Marseille
  - Bertrand VI, baron d'Ollioules et seigneur d'Évenos, du Revest, de Cabriès, de Vitrolles, de Ventabren, de Trebillane et de La Val-d'Ardenne, fils du précédent.
  - Bertrand VII, baron d'Ollioules, seigneur d'Évenos et du Revest, fils du précédent.
  - Gaspard Ier, baron d'Ollioules et seigneur d'Évenos, fils du précédent.
  - Philibert, baron d'Ollioules, fils du précédent.
  - Gaspard II, baron d'Ollioules, mort le 19 avril 1585, fils du précédent.
  - Magdelon[26], baron d'Ollioules et de Tourves, viguier de Marseille, Premier Consul d'Aix, fils du précédent.
  - François, baron d'Ollioules, seigneur de Saint-Nazaire, de Roquefeuil et de Seillon, fils du précédent.
  - Pierre-François-Hyacinthe, baron d'Ollioules, seigneur de Saint-Nazaire, de Roquefeuil et de Seillon, mort en 1727, fils du précédent.
- Les Raousset-Vintimille
  - Anne, baronne d'Ollioules, morte le 20 janvier 1747, sœur du précédent.
  - Simon-Joseph de Raousset-Vintimille, marquis de Seillion, baron d'Olioules et de Saint-Nazaire. Il succède à sa mère jusqu'en 1752, date à laquelle un arrêt du Parlement de Paris met fin à cette succession et remet les titres des dites terres d'Ollioules aux membres de la branche du Luc de la maison Vintimille.
- Les Vintimille du Luc
  - Jean-Baptiste-Félix-Hubert de Vintimille du Luc, marquis du Luc et des Arcs, seigneur de Souvigny-sur-Oise, marquis de Castelnau en Languedoc, baron d'Ollioules, lieutenant général des armées du roi, inspecteur général de la cavalerie, est né le 23 juillet 1720 et mort en 1777. Il est le petit cousin au 5e degré d'Anne. Il épouse le 28 septembre 1739, Pauline Félicité de Mailly-Nesle.

## Population et société

### Démographie
L'évolution du nombre d'habitants est connue à travers les recensements de la population effectués dans la commune depuis 1793. Pour les communes de plus de 10 000 habitants les recensements ont lieu chaque année à la suite d'une enquête par sondage auprès d'un échantillon d'adresses représentant 8 % de leurs logements, contrairement aux autres communes qui ont un recensement réel tous les cinq ans,.

En 2022, la commune comptait 14 320 habitants, en évolution de +5,58 % par rapport à 2016 (Var : +4,98 %, France hors Mayotte : +2,11 %).
| 1793  | 1800  | 1806  | 1821  | 1831  | 1836  | 1841  | 1846  | 1851  |
| ----- | ----- | ----- | ----- | ----- | ----- | ----- | ----- | ----- |
| 1 814 | 2 591 | 2 878 | 3 096 | 3 132 | 3 026 | 3 012 | 3 142 | 3 258 |

| 1856  | 1861  | 1866  | 1872  | 1876  | 1881  | 1886  | 1891  | 1896  |
| ----- | ----- | ----- | ----- | ----- | ----- | ----- | ----- | ----- |
| 3 305 | 3 360 | 3 348 | 3 357 | 3 456 | 3 480 | 3 708 | 3 816 | 3 966 |

| 1901  | 1906  | 1911  | 1921  | 1926  | 1931  | 1936  | 1946  | 1954  |
| ----- | ----- | ----- | ----- | ----- | ----- | ----- | ----- | ----- |
| 4 006 | 4 060 | 4 201 | 4 173 | 4 573 | 4 749 | 5 326 | 5 562 | 5 891 |

| 1962  | 1968  | 1975  | 1982  | 1990   | 1999   | 2006   | 2011   | 2016   |
| ----- | ----- | ----- | ----- | ------ | ------ | ------ | ------ | ------ |
| 6 959 | 7 803 | 8 786 | 9 242 | 10 398 | 12 198 | 13 400 | 13 023 | 13 563 |

| 2021   | 2022   | - | - | - | - | - | - | - |
| ------ | ------ | - | - | - | - | - | - | - |
| 14 011 | 14 320 | - | - | - | - | - | - | - |

#### Naissances et décès
|                                 | 2000 | 2001     | 2002     | 2003     | 2004     | 2005     | 2006      | 2007     | 2008     | 2009     |
| Naissance domicilié à Ollioules | 143  | 129      | 130      | 131      | 127      | 139      | 120       | 128      | 120      | 110      |
| Évolution                       | -    | - 9,79 % | + 0,76 % | + 0,77 % | - 3,05 % | + 9,45 % | - 13,67 % | + 6,67 % | - 6,25 % | - 8,33 % |

|                             | 2000 | 2001      | 2002      | 2003      | 2004      | 2005     | 2006      | 2007      | 2008     | 2009     |
| Décès domicilié à Ollioules | 134  | 115       | 162       | 136       | 116       | 126      | 160       | 130       | 131      | 135      |
| Évolution                   | -    | - 14,18 % | + 40,87 % | - 16,05 % | - 14,71 % | + 8,62 % | + 21,25 % | - 18,75 % | + 0,77 % | + 3,05 % |

### Manifestations culturelles et festivités
- Fête des Fleurs, corso fleuri (avril-mai)
- Médiévales d'Ollioules (juillet)
- Fête de la Saint-Laurent (août)
- Fête de la Saint-Éloi (août)
- Fête de Faveyrolles (août)
- Fête de l'Olivier (premier week-end octobre)
- Trail de Noël (décembre) / Trail de Noel & Tracé des Lutins

## Économie

### Entreprises et commerces

#### Agriculture
- Vers le XIe siècle, le village tire sa richesse de la culture de l'olivier (d'où son nom), ainsi que du raisin, de l'amande, des figues.
- Au XIXe siècle, elle se spécialise dans la culture florale qu'elle expédie dans toute l'Europe. Elle devient la capitale de l'immortelle jaune. La petite ville vit encore de la culture florale aujourd'hui.
- Agriculture et horticulture[37].

#### Tourisme
- Cafés, Restaurants[38].
- Hôtels[39].

#### Commerces
- Bâti sur du basalte noir, Ollioules l'exploita dès 1 100 ans av. J.-C. en fabriquant meules, mortiers et auges.
- Commerces de proximité[40].

### Budget et fiscalité 2020
En 2020, le budget de la commune était constitué ainsi :
- total des produits de fonctionnement : 14 466 000 €, soit 1 035 € par habitant ;
- total des charges de fonctionnement : 9 817 000 €, soit 703 € par habitant ;
- total des ressources d’investissement : 11 356 000 €, soit 813 € par habitant ;
- total des emplois d’investissement : 13 154 000 €, soit 941 € par habitant.
- endettement : 4 721 000 €, soit 338 € par habitant.

Avec les taux de fiscalité suivants :
- taxe d’habitation : 9,86 % ;
- taxe foncière sur les propriétés bâties : 19,46 % ;
- taxe foncière sur les propriétés non bâties : 44 % ;
- taxe additionnelle à la taxe foncière sur les propriétés non bâties : 0 % ;
- cotisation foncière des entreprises : 0 %.

Chiffres clés Revenus et pauvreté des ménages en 2018 : Médiane en 2018 du revenu disponible, par unité de consommation : 22 990 €.

## Culture locale et patrimoine
Patrimoine religieux :
- Église Saint-Laurent[43].
- Église Évangélique Baptiste[44].

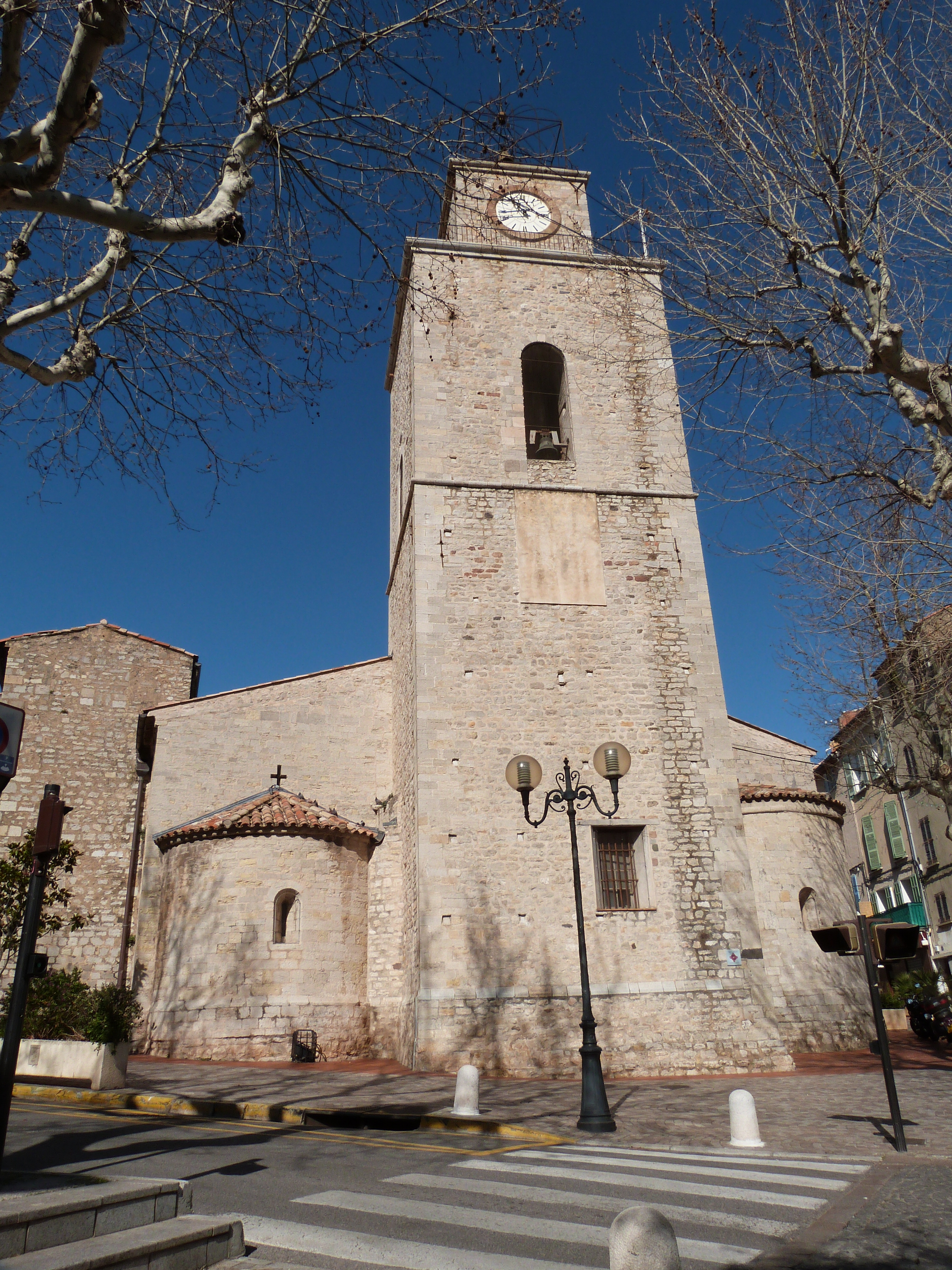
L'église Saint-Laurent.

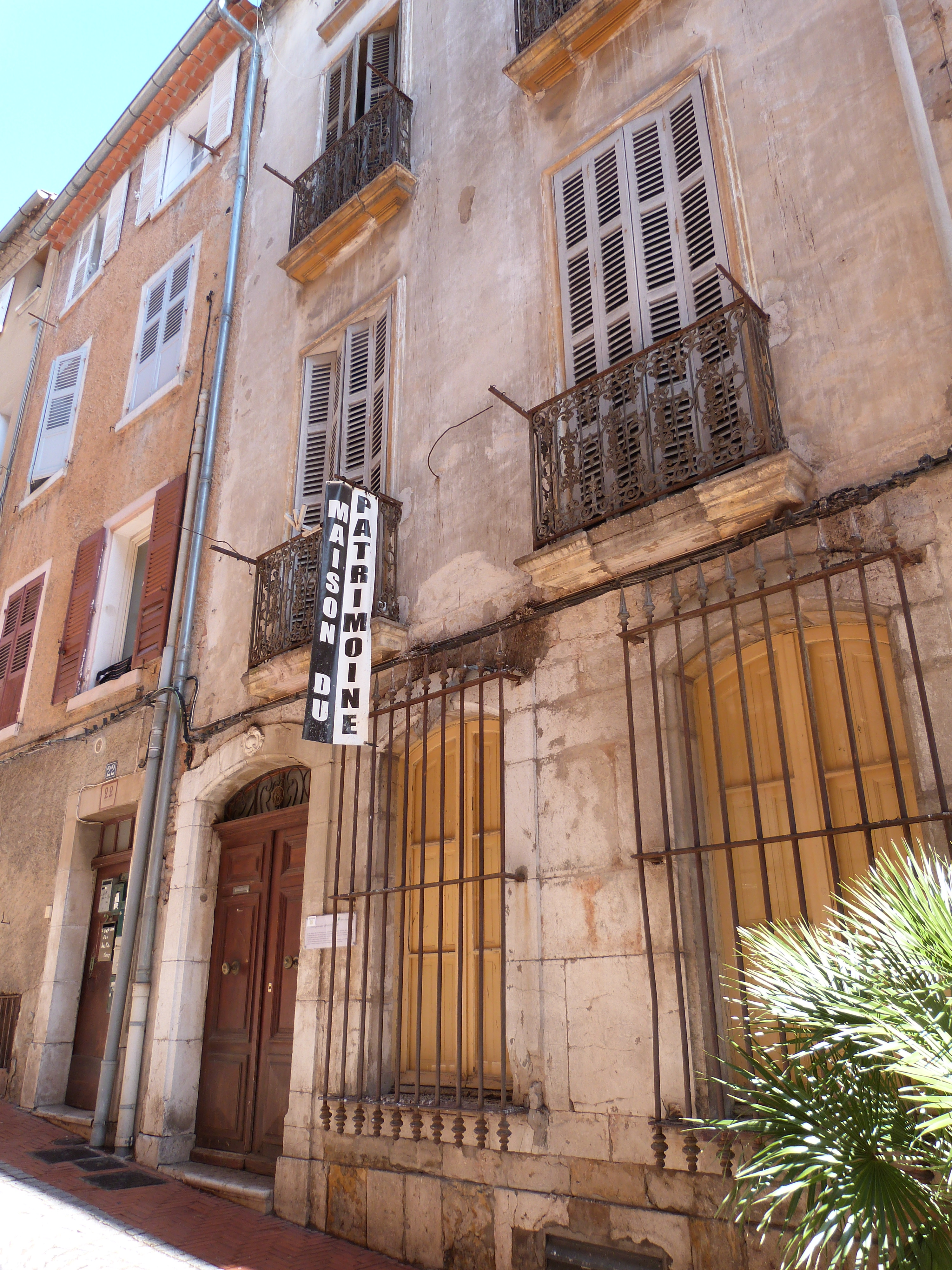
Maison du patrimoine.

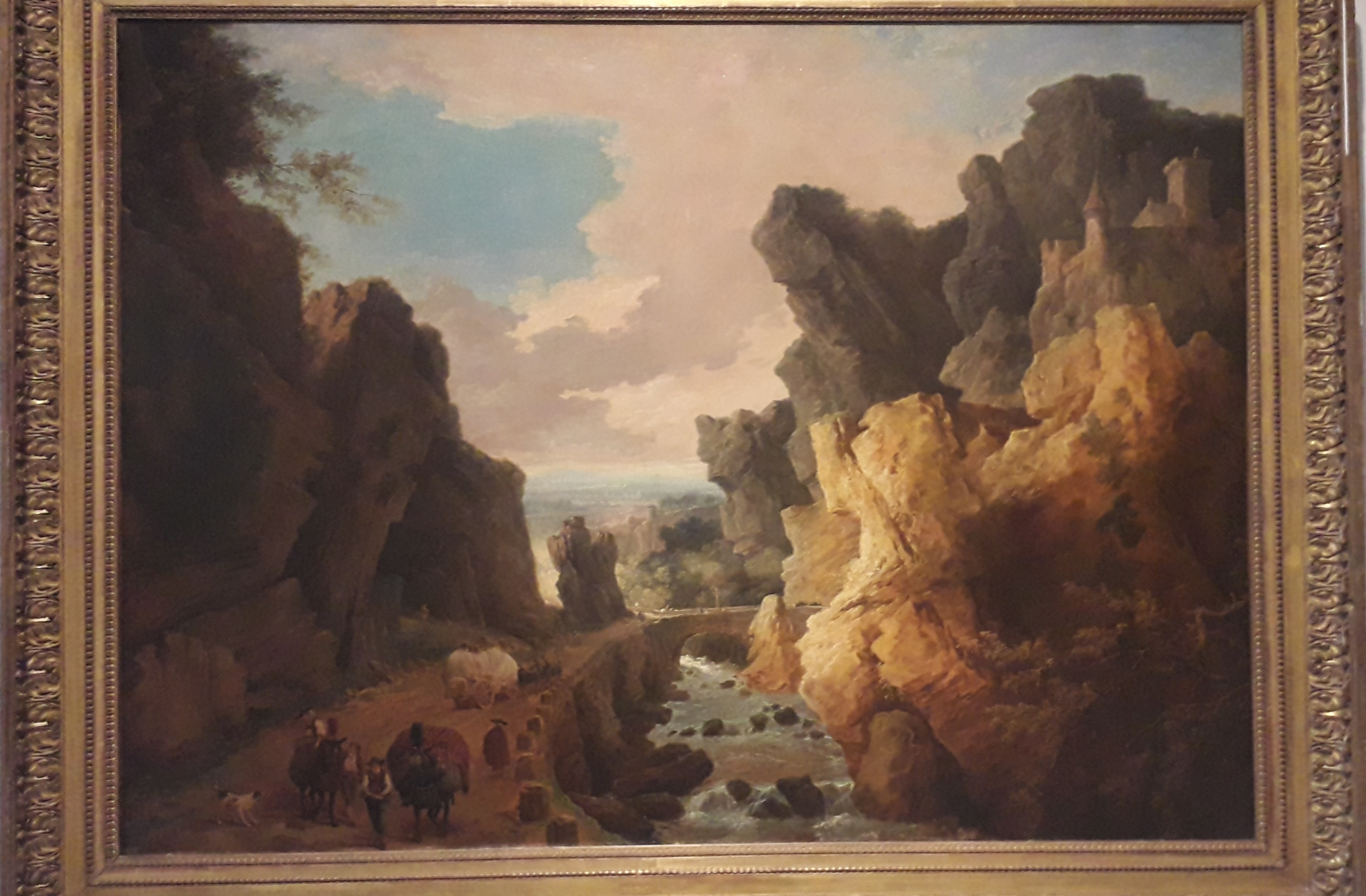
Gorges d'Ollioules, par Hubert Robert, Musée des beaux-arts de Nice.

- Chapelle de Faveyrolles, autrement dite « de la Ruesque »[45]
- Couvent des Observentins XVIe siècle[46].
- Chapelle des Oratoriens[47], aujourd'hui Notre-Dame-d'Espérance, XVIe siècle.
- Chapelle Saint-Honorat, XIIe siècle[48],[49],[50],[51].
- Couvent des Clarisses XVIe siècle[52],[53].
- Dalle funéraire du rabbin Jonah Duran, quartier de Martelle[54],[55].
- L'externat Saint-Joseph et ses chapelles[56].

Patrimoine civil :
- Hôtel de ville[57], bâti de 1809 à 1811.
- Le centre ancien d'Ollioules : remparts, fontaines, hôtels particuliers[58],[59],[60],[61]...
- Le terme de séparation : les bornes armoriées[62].
- Vestiges du château féodal[63] des Marseille-Vintimille[64].
- Le château de Castellombre dit villa Marguerite (jardin botanique), siège de la C.R.S. n° 59.
- Le château de Montauban[65].
- Le château de la Tourelle comprenant la chapelle Saint-Louis donnant sur le quartier agricole.
- Le château de Graille[66].
- Oppidum de la Courtine[67],[68],[69].
- Oppidum de Sainte-Estèves[70].
- Oppidum du Garou.
- Le terme de séparation[71].
- Le télégraphe optique de Chappe[72].
- Le kiosque[73].
- Patrimoine agricole :
  - Le canal des Arrosant[74].
  - Le moulin à huile[75].
  - Coopérative vinicole dite Cave des Vignerons d'Ollioules[76].
- Les fontaines :
  - La fontaine Saint-Laurent[77].
  - La fontaine du Septem[78].
  - La fontaine du Rentier[79].

Patrimoine naturel :
- Les gorges
- « Le trou de Besse », grotte[80] où se serait réfugié le célèbre bandit originaire de Besse-sur-Isole Gaspard de Besse[81].
- Vue panoramique sur la mer du Gros Cerveau.

Savoir-faire :
- Les métiers d'arts.
- Le nougat Jonquier.

Sites touristiques et culturels :
- Le Centre national de création et de diffusion culturelles de Châteauvallon.

### Personnalités liées à la commune
- Sofiane Bencharif, footballeur franco-algérien, né à Ollioules en 1986.
- Clemi Clemo, footballeur camerounais, né à Ollioules en 1981.
- Jean Besson, homme politique
- Régis Bianco, joueur de rugby à XV
- Mourad Boudjellal, fondateur et ancien PDG de la maison d'éditions Soleil Productions, président du Hyères 83 Football Club.
- Jean-Pierre Brun, archéologue
- Laurent Campellone, chef d'orchestre
- Christophe Castaner, député de la deuxième circonscription des Alpes-de-Haute-Provence, vice-président de la région Provence-Alpes-Côte d'Azur et maire de Forcalquier
- Charles Coste, ancien coureur cycliste, champion olympique en 1948.
- François de Signier, officier de marine
- Elzéard Auguste Cousin de Dommartin, général de division lors de la Révolution, blessé à Ollioules en 1793.
- Raymond Decugis, (Ollioules 1907 - La Réunion 1942), directeur du port de La Réunion, assassiné par les vichystes le 28 novembre 1942, jour de la libération de l'Ile de La Réunion, Compagnon de la Libération.
- Jean Dotto, ancien coureur cycliste
- Aimé Durbec, ancien footballeur international français, né à Ollioules en 1902.
- Sonny Falconetti, joueur de rugby à XV
- Olivier Gallion, joueur de rugby à XV
- Jean-Louis Garcia, ancien footballeur français devenu entraîneur, né à Ollioules en 1962.
- François Gavazzi, peintre, né à Ollioules en 1942.
- Josuha Guilavogui, footballeur international français, né à Ollioules en 1990.
- Thomas Jefferson, alors ambassadeur en France, fut de passage à Ollioules. Une plaque commémore ce passage.
- Damien Joly, nageur.
- Auguste Hilarion de Kératry, homme politique et écrivain, né à Ollioules en 1769.
- Pierre Lantier, compositeur.
- Napoléon Ier, logea dans le château de Montauban lors du siège de Toulon en 1793.
- Kader Oueslati, footballeur international tunisien, né à Ollioules en 1991.
- Raymond Roche, ancien pilote de vitesse moto
- Claude Roize (1768-1847), général des armées de la République et de l'Empire y est décédé.

### Héraldique
Ces armes ont été enregistrées au Grand Armorial de France sous Louis XIV. On ignore à quelle époque elles remontent, mais il semble qu'elles étaient déjà en usage au XVe siècle. Ce sont des armes parlantes issues du nom latin de la ville, Oliva.
|  | Les armoiries d'Ollioules se blasonnent ainsi : D'argent, à un olivier arraché de sinople. Devise originelle : fidelis Regis semper oliva (l'olivier toujours fidèle au roi) Devise actuelle, utilisée sous la Révolution et de nouveau depuis la IIIe République : Fidelis legi semper Oliva (« l'olivier toujours fidèle à la loi») |